# 1913 en Alberta
Chronologie de l'Alberta
- 1909
- 1910
- 1911
- 1912
- 1913
- 1914
- 1915
- 1916
- 1917

Cette page concerne des événements qui se sont produits durant l'année 1913 dans la province canadienne de l'Alberta.

## Politique
- Premier ministre :  Arthur Lewis Sifton du Libéral
- Chef de l'Opposition :
- Lieutenant-gouverneur : George Hedley Vicars Bulyea (en)
- Législature :

## Événements
- Création du Cercle Jeanne-d’Arc dans le quartier franco-albertain Saint-Joachim d'Edmonton[1].
- Mise en service :
  - du 105 Street Bridge, pont métallique de 214.20 mètres de longueur situé à Edmonton[2].
  - du parlement (Alberta Legislative Building), 10801 97 Avenue NW à Edmonton[3].
- 17 avril : élection générale albertaine de 1913. Arthur Lewis Sifton est réélu premier ministre.

- 2 juin : mise en service du High Level Bridge sur la North Saskatchewan River à Edmonton[4].

## Naissances
- 18 février : Wilfrid Emmett Doyle, né à Calgary et décédé le 14 septembre 2003, prélat canadien de l'Église catholique. Il fut évêque du diocèse de Nelson en Colombie-Britannique de 1958 à 1989.

- 12 juin : Ernest Côté (né à Edmonton - décédé le 25 février 2015), militaire, fonctionnaire et diplomate canadien d'origine franco-albertaine. Il est un vétéran de la Seconde Guerre mondiale. Il participa à la rédaction de la charte de l'Organisation mondiale de la santé (OMS). Il fut ambassadeur du Canada en Finlande.

- 4 octobre : Leslie Roy Cunningham, dit Les Cunningham, (né à Calgary — mort le 9 avril 1993 à Calgary), joueur professionnel de hockey sur glace[5].

- 6 décembre : Napoleon Bunny Dame (né à Edmonton et mort le 14 avril 2006), joueur canadien de hockey sur glace.